# RSA-3
O RSA-3 foi um lançador de satélite que começou a ser desenvolvimento como um IRBM na década de 1980 por causa da ameaça soviética e do isolamento da África do Sul. Ele foi desenvolvido com a ajuda de Israel e se acreditava ser essencialmente idêntico ao míssil Jericho e do  veículo de lançamento israelense Shavit. O objetivo do lançador de satélites foi colocar um pequeno satélite de vigilância de 330 kg de peso em 41 graus, 212 x 460 km em órbita ao redor da Terra. O seu desenvolvimento continuou mesmo após a renúncia sul-africano de suas armas nucleares. No entanto, o lançador não foi viável comercialmente e por isso foi cancelado em meados de 1994.
O RSA-3 foi desenvolvido pela Houwteq organization em Grabouw, a 30 km a leste da Cidade do Cabo. Testes de voos foram realizados perto de Bredasdorp, 200 km a leste da Cidade do Cabo.